# بابار
بابار (انگلیسی: Babar) شهری در کشور الجزایر است.